# Condado de Limestone (Alabama)
O Condado de Limestone é um dos 67 condados do estado norte-americano do Alabama. De acordo com o censo de 2022, sua população é de 110.900 habitantes. A sede do condado e sua maior cidade é Athens. O condado foi fundado em 1818 e o seu nome provém de Limestone Creek, um ribeiro local, bem como do tipo de rocha predominante na região.

## História
O condado foi estabelecido em 6 de fevereiro de 1818 pelo Território do Alabama. Athens foi escolhida como sede em 22 de março de 1819. A maior parte da receita do condado, em meados de 1820, tinha origem na cultura algodoeira. Em 27 de novembro de 1821, o congresso do estado aprovou uma lei alterando os limites do condado, incluindo uma antiga área do condado de Lauderdale, ao leste da foz do rio Elk no rio Tennessee. No local do condado ocorreram vários conflitos da Guerra Civil, tal como o cerco e o saque de Athens.

## Geografia
De acordo com o censo, sua área total é de 1570 km², destes sendo 1450 km² de terra e 120 km² de água.

### Condados adjacentes
- Condado de Giles (Tennessee), norte
- Condado de Lincoln (Tennessee), nordeste
- Condado de Madison, leste
- Condado de Morgan, sudeste
- Condado de Lawrence, sudoeste
- Condado de Lauderdale, oeste

### Rios
- Rio Tennessee
- Rio Elk

### Área de Proteção Nacional
- Refúgio Nacional de Vida Selvagem Wheeler (parte)

## Transportes

### Principais rodovias
- Interstate 65
- Interstate 565
- U.S. Highway 31
- U.S. Highway 72
- Alternate U.S. Highway 72/ State Route 20
- State Route 53
- State Route 99
- State Route 127
- State Route 251

### Ferrovias
- CSX Transportation
- Norfolk Southern Railway

## Demografia
De acordo com o censo de 2022:
- População total: 110.900
- Densidade: 75 hab/km²
- Residências: 44.306
- Famílias: 37.987
- Composição da população:
  - Brancos: 80,6%
  - Negros: 14,1%

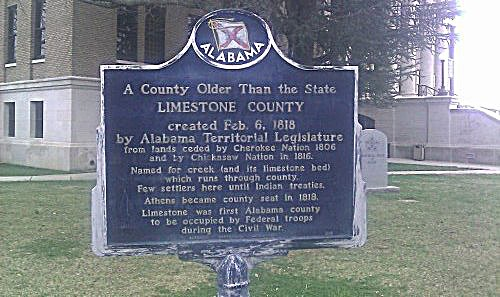
Marco histórico localizado no lado noroeste do tribunal

  - Nativos americanos e do Alaska: 0,8%
  - Asiáticos: 1,9%
  - Nativos havaianos e outros ilhotas do Pacífico: 0,2%
  - Duas ou mais raças: 2,4%
  - Hispânicos ou latinos: 6,5%

## Comunidades

Construções históricas em Elkmont

### Cidades
- Athens (sede)
- Decatur (majoritariamente no condado de Morgan)
- Huntsville (majoritariamente no condado de Madison)
- Madison (majoritariamente no condado de Madison)

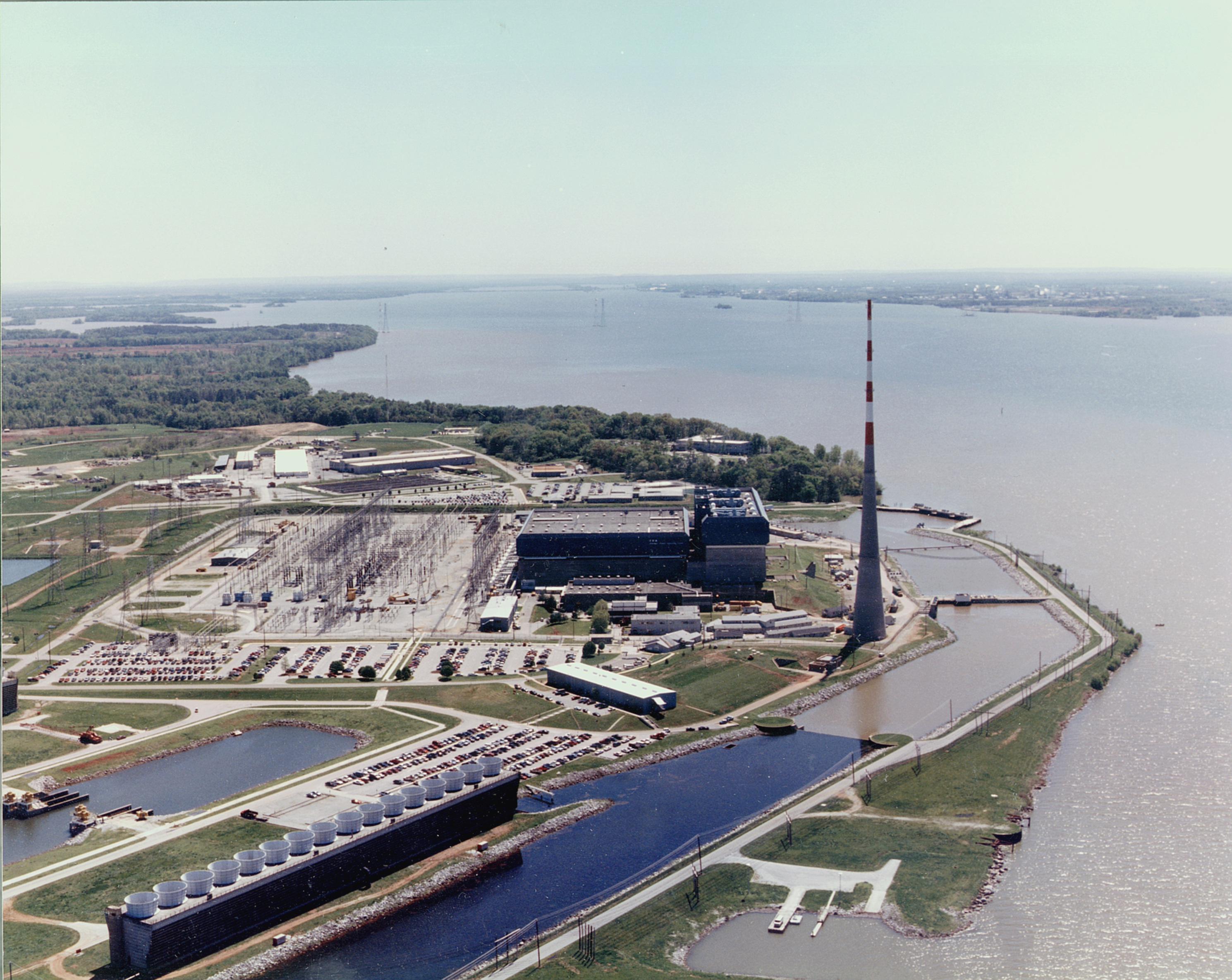
Central nuclear de Browns Ferry, no condado de Limestone

### Vilas
- Ardmore
- Elkmont
- Lester
- Mooresville

### Comunidades não-incorporadas
- Belle Mina
- Capshaw
- Coxey
- Good Springs
- Greenbrier
- Holland GIn
- Oakland (próxima à Athens)
- Oakland (próxima à Madison)
- Pettusville
- Scarce Grease
- Tanner
- Thach
- Veto